# شهرستان یینگشان (هوبئی)
شهرستان یینگشان (به انگلیسی: Yingshan County) یک شهرستان در چین است که در هوانگانگ واقع شده‌است. شهرستان یینگشان ۱٬۴۴۹ کیلومتر مربع مساحت و ۴۰۹٬۶۰۱ نفر جمعیت دارد.